# Нікітіна Яна Віталіївна
Яна Віталіївна Нікітіна (нар.. 15 серпня 1975, Баку) — азербайджанська актриса, кастинг-директор, ведуча, учасниця команди КВН «Хлопці із Баку».

## Біографія
Яна Нікітіна народилася 15 серпня 1975 року в Баку. Закінчила Бакинську середню школу № 9, після чого вступила на філологічний факультет Азербайджанського педагогічного інституту російської мови і літератури імені М. Ф. Ахундова. Філолог Актриса. Яна Нікітіна знялася у шести художніх фільмах та двох серіалах. Вона працювала в театрі і на телебаченні. Широку популярність отримала завдяки виступу в команді КВН «Хлопці із Баку». В даний час Яна Нікітіна працює кастинг-директором та другим режисером у російських серіалах і фільмах.

## Родина
Син — Ігор.

## Творчість
У 2011 році Яна Нікітіна мала честь бути ведучою 80-річного ювілею народного артиста СРСР Льва Дурова. У тому ж році працювала кастинг-директором картини «Не бійся, я з тобою! 1919», Юлія Гусмана, Потім працювала другим режисером на монтажно-тонировочном періоді тієї ж картини. У 2013 році працювала з підбору акторів східних типажів і знімалася в проекті кінокомпанії УРП «Ясмін», Денис Євстигнєєв, на замовлення Першого каналу. Брала участь у щорічних концертах з театром «Планета Хлопці із Баку» у палаці імені Гейдара Алієва. Крім того, займалася підбором акторів у численних проектах, була ведучою заходів в колонному залі будинку Союзів тощо.

## Досягнення
Яна Нікітіна — володар Літнього кубку КВН (1995), чемпіон турніру десяти кращих команд XX століття (2000). Регулярно бере участь у святкових передачах КВК.

## Фільмографія
1. 2013 — «Ясмін», Росія, «Фатіма», режисери — Ксенія Заруцька, В'ячеслав Камінський.
2. 2013 — «Не бійся, я з тобою! 1919» — Гувернантка, режисер — Юлій Гусман.
3. 2012 — «Bir kəndin sevinci» (Радість одного села), «Надія», Азербайджан, режисер — Таїр Іманов.
4. 2011 — «Барбадос», Азербайджан, «Вона», режисер — Наргіз Багирзаде.
5. 2006 — «Прощай, південне місто», Азербайджан- Росія, «Валя», режисер — Олег Сафаралієв.
6. 2004 — «Граф Крестовський», Азербайджан- Росія, «Телекоментатор», режисер — Раміз Фаталієв.
7. 2003 — «Milli Bomba» (Національна бомба), Азербайджан — Росія, «Спецкор Катерина», режисер — Вагіф Мустафаєв.

## Обрані театральні роботи
1. 1995 — «Здрастуйте, я ваш дядько», — «Уранія».
2. 1995 — «всі зірки», — «Пародія. Н. Королева».
3. 1996 — «Дика Роза», — «Леопольдіна».
4. 1996 — «Тропіканка», — «Олівія».
5. 1997 — «Всі зірки», — «Пародія. Б.Дадашова».
6. 1997 — «Кін VI», — «Анна Демби».
7. 1998 — «Небезпечний поворот», — «Бетті Уайтхаус».
8. 1999 — «Титанік», — «Роуз».
9. 2000 — «Плачу вперед», — «Натуся».
10. 2001 — «Нонсенс», — «Нара».

## Казки
1. 1995 — «Каліф Лелека», — «лелека Щелкунья».
2. 1996 — «Пригоди Буратіно» — «лисиця Аліса».
3. 1996 — «Пригода Листалика», — «Чорнушка».
4. 1996 — «Теремок», — «Лисиця».
5. 1997 — «Пригоди кота Леопольда», «Білий Мишеня».
6. 1997 — «Стійкий олов'яний солдатик», — «Щур».
7. 1997 — «Скарби капітана Флінта», — «Белінда».
8. 1998 — «Аленький цветочек», — «Капа».
9. 1998 — «Бременські музиканти», — «Кіт».
10. 1999 — «Білосніжка», — «гном Четвер».
11. 2000 — «Лускунчик», — «принцеса Пирлипат».

## Проекти на телебаченні
1. 1997 — «Суботній калейдоскоп», — автор і ведуча.
2. 2002 — «Планета „Хлопці з Баку“», — актриса.
3. 2003 — «Бригада», — актриса.
4. 2007 — «Древо життя», — редактор.
5. 2007 — «Гумор клуб», — продюсер.
6. 2013 — «Əsqər anı», — актриса.
7. 2013 — "Планета «Хлопці з Баку», — актриса.